# 紀元前575年
紀元前575年（きげんぜん575ねん）は、西暦（ローマ暦）による年。紀元前1世紀の共和政ローマ末期以降の古代ローマにおいては、ローマ建国紀元179年として知られていた。紀年法として西暦（キリスト紀元）がヨーロッパで広く普及した中世時代初期以降、この年は紀元前575年と表記されるのが一般的となった。

## 他の紀年法
- 干支 : 丙戌
- 日本
  - 皇紀86年
  - 綏靖天皇7年
- 中国
  - 周 - 簡王11年
  - 魯 - 成公16年
  - 斉 - 霊公7年
  - 晋 - 厲公6年
  - 秦 - 景公2年
  - 楚 - 共王16年
  - 宋 - 平公元年
  - 衛 - 献公2年
  - 陳 - 成公24年
  - 蔡 - 景侯17年
  - 曹 - 成公3年
  - 鄭 - 成公10年
  - 燕 - 昭公12年
  - 呉 - 寿夢11年
- 朝鮮
  - 檀紀1759年
- ユダヤ暦 : 3186年 - 3187年

## できごと

### 中国
- 楚と鄭が講和し、武城で盟を交わした。
- 鄭の子罕（公子喜）が軍を率いて宋に侵入した。宋の将鉏・楽灈が汋陵で鄭軍を撃破した。
- 衛が鄭に侵攻し、鳴雁に達した。
- 鄢陵の戦い。晋軍が楚と鄭の連合軍を鄢陵で撃破した。
- 楚の子反（公子側）が敗戦の罪を問われて自殺した。
- 晋の厲公・斉の霊公・魯の成公・衛の献公・宋の華元らが沙随で会合した。
- 晋・斉・魯などの連合軍が鄭を攻撃した。晋の荀罃が別軍を率いて陳に侵入して鳴鹿に達し、さらに蔡に侵入した。潁上にいた諸侯の軍は鄭の子罕の夜襲を受けて混乱した。
- 晋によって成周に抑留されていた曹の成公が帰国した。
- 魯の叔孫僑如が季孫行父を捕殺するよう晋の郤犨に要請したため、晋は苕丘で季孫行父を捕らえた。成公が叔嬰斉（子叔声伯）を派遣して季孫行父の釈放を求めると、季孫行父は解放された。
- 魯の叔孫僑如が斉に亡命した。
- 晋の郤犨と魯の季孫行父が扈で盟を結んだ。

## 死去
- 文公 - 滕の君主